# Lista de nomes do Brasil
Esta é uma lista de todos os nomes oficiais ou denominações dadas por exploradores que o Brasil já teve, no seu contexto histórico, desde o seu descobrimento pelos europeus em 1500 até a atualidade.

## Antes da independência

### Pré-colonização

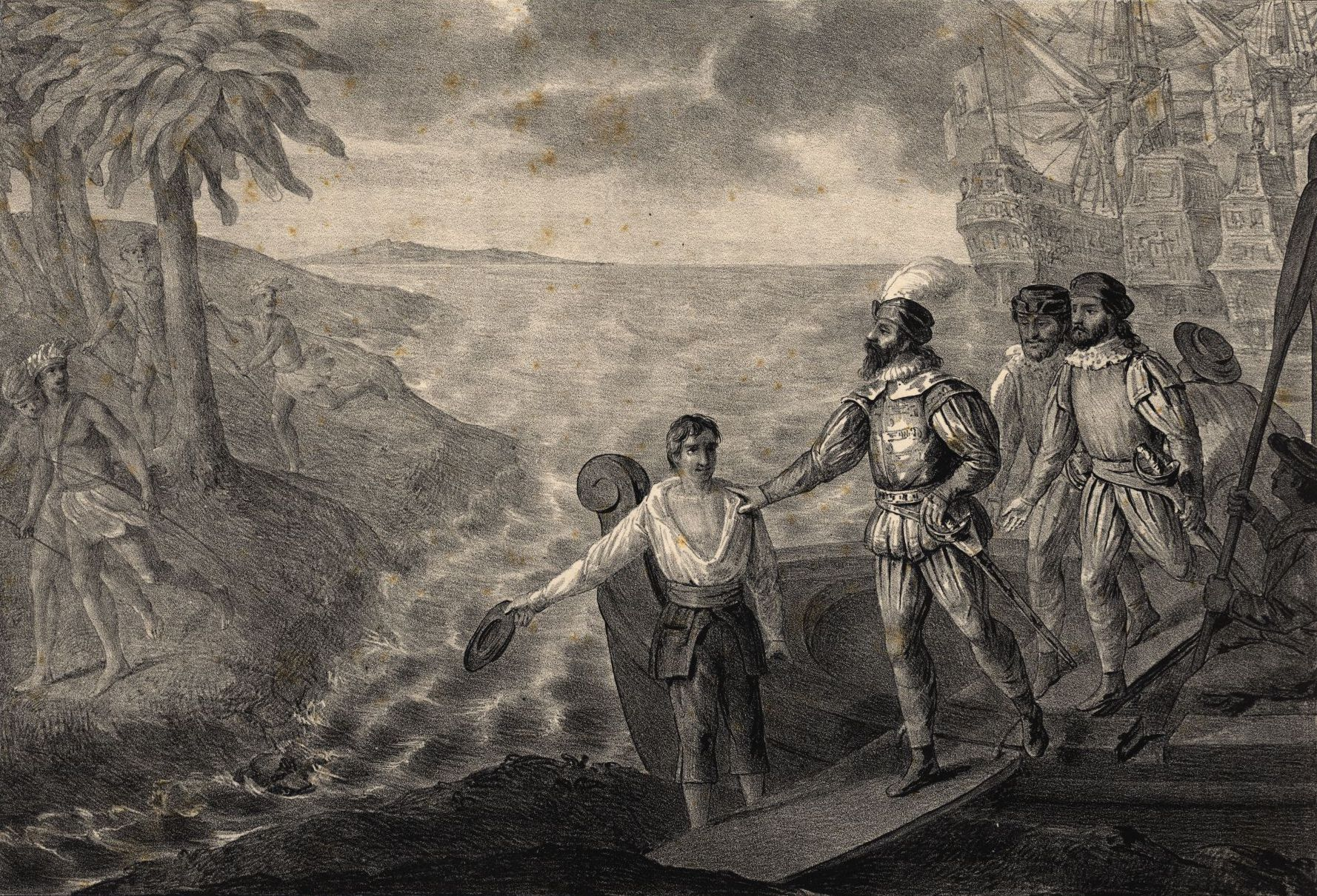
chegada de Pedro Álvares Cabral ao Brasil

- Pindorama - Termo popular entre muitos indígenas, que em tupi antigo significa terra das palmeiras.[1][2]

### Primeira aclamação dos espanhóis
A mais antiga viagem comprovada de um europeu ao território brasileiro foi feita pelo navegador espanhol Vicente Yáñez Pinzón. Para diversos estudiosos e as enciclopédias Britânica e Barsa, Pinzón atingiu o Cabo de Santo Agostinho, no litoral de Pernambuco, em 26 de janeiro de 1500.
Chegando ao Brasil, a expedição espanhola utilizou o seguinte nome:
- Cabo de Santa María de la Consolación - Ao avistar terra firme pela primeira vez.

### Primeiras aclamações dos portugueses
Nas primeiras décadas após o descobrimento do Brasil pelos europeus, não houve uma ocupação oficial/governamental nem criação de alguma instituição administrativa. Nesse período, as terras pertenciam a Portugal devido ao Tratado de Tordesilhas, assinado com a Espanha. Até 1549, os portugueses utilizaram os seguintes nomes:
- Monte Pascoal - Quando avistaram terra firme pela primeira vez.
- Ilha de Vera Cruz - Denominação presente na Carta de Pedro Vaz de Caminha ao Brasil, idealizado após os portugueses pisarem no continente.
- Terra de Santa Cruz - Outro nome concebido mais tarde, que reflete o contexto de propagação da fé cristã.

Outros nomes menos conhecidos atualmente também eram populares ao Brasil, como Nova Lusitânia, se dando ao fato de ser a primeira terra de outro continente descoberta pelos lusitanos (portugueses) e Cabrália, referente a Pedro Álvares Cabral. Devido aos impressionantes relatos das belas aves que no país havia, cujas cores eram muito vivas, o Brasil foi chamado em Portugal Terra dos Papagaios durante algum tempo.

### Período colonial (1530–1815)

Brasil em 1534

Durante este período, o nome "Brasil" (à época, "Brazil", com Z) começou a ser usado para referir-se à colônia portuguesa na América do Sul. "Brasil" deriva da palavra pau-brasil, madeira frequentemente encontrada no litoral amazônico que, por sua vez deriva do adjetivo (agora obsoleto) brasil, que significa "pertencente ou relativo a brasas". Até a Reforma Ortográfica de 1907, a palavra era grafada com 'z' ("Brazil"), mas para propósitos de maior entendimento este artigo utiliza a grafia atual.
- Nomes anacrônicos - Em 1534, Portugal instala o já experimentado sistema de Capitanias Hereditárias. "Brasil colonial" e "Brasil Colônia" são nomes dados ao período, e não ao lugar. Principado do Brasil (1645–1815) também não era o nome do lugar, mas apenas um termo utilizado por historiadores para nomear o período. Vice-Reino do Brasil é um termo anacrônico, porque em 1763 houve a mudança da capital do Estado do Brasil de Salvador para o Rio de Janeiro, e a entrega dos títulos de vice-rei aos governadores, mas nunca houve um ato normativo que elevou o Brasil a vice-reino.
- Estado do Brasil - Em 1549, as terras conhecidas como Nova Lusitânia/Cabrália passam a ser oficialmente denominadas de Estado do Brasil. Tomé de Souza foi o primeiro governador-geral do Estado do Brasil. Em 1621, o rei Felipe II (título espanhol), ou Felipe III (título português), dividiu o Estado do Brasil propriamente dito em duas repartições: a repartição sul manteve o nome de Estado do Brasil e a repartição norte mudou o nome para Estado do Maranhão.
- Reino do Brasil do Reino Unido de Portugal, Brasil e Algarves - Após a transferência da família real para o Rio de Janeiro ocorrida em 1808, em 1815 ocorreu a elevação do Estado do Brasil à condição de Reino, unido a Portugal e Algarves.

## Depois da independência
- Império do Brasil - Após a Independência do Brasil ser proclamada em 1822 e reconhecida em 1825, o nome "Império do Brasil" (Império do Brazil na grafia da época) foi instituído pela constituição de 1824. Note que o nome é "Império do Brasil" e não "Império Brasileiro".
- Estados Unidos do Brasil - Em 1889, após a república ser proclamada por Deodoro da Fonseca, esse foi o nome oficial adotado.
- República Federativa do Brasil - Instituído pela Constituição de 1967, mantida pela Emenda Constitucional nº 1, outorgada pela junta militar de 1969, e pela constituição de 1988.